# Alfons VI Zwycięski
Alfons VI zwany Zwycięskim (port. Afonso VI o Vitorioso, 21 sierpnia 1643 - 12 września 1683) – drugi król Portugalii z dynastii Bragança od 6 listopada 1656 do 12 września 1667.

## Życiorys
Zastąpił na tronie swego ojca Jana IV w 1656 w wieku 13 lat. Jego matką była Ludwika de Guzman, która de facto rządziła Portugalią jako regentka. W czasie jego rządów pobito Hiszpanów pod Ameixial 8 czerwca 1663 oraz Montes Claros 17 czerwca 1665, co w ostateczności doprowadziło do uznania przez Hiszpanię portugalskiej niepodległości 13 lutego 1668.
W koloniach Holendrzy zajęli w 1658 Jaffnapatam, ostatnią portugalską posiadłość na Cejlonie (dziś Sri Lanka). 23 czerwca 1661 Portugalia przekazała Anglii Bombaj i Tanger jako posag siostry króla, księżniczki Katarzyny poślubionej przez króla Anglii Karola II. W 1661 dzięki angielskiej mediacji Holandia uznała portugalską zwierzchność nad Brazylią w zamian za kontrolę nad Cejlonem.
W 1667 uległ naciskom żony Marii Franciszki Sabaudzkiej (1646–1683) oraz swego młodszego brata Pedro i zrzekł się tronu, po czym został zesłany na wyspę Terceira w archipelagu Azorów. Zdarzenia te spowodowane pogarszającym się stanem zdrowia psychicznego władcy zostały potem zatwierdzone przez Kortezy w 1668. Alfons zmarł w Sintrze 15 lat później.